# Barva (distrito)
Barva es el distrito primero del cantón de Barva, en la provincia de Heredia, de Costa Rica. El distrito incluye básicamente el cuadrante urbano de la ciudad de Barva, así como el barrio de San Bartolomé. Al ser la sede del gobierno local, la Municipalidad de Barva, adquiere el rango de ciudad, la cual es conocida por tener una buena mezcla de paisaje rural y metropolitano.

## Toponimia
Fue nombrado en honor de Barvak, un jefe indígena que gobernó la zona antes de la llegada de los españoles.

## Geografía
Barva cuenta con un área de 0,84 km² y una altitud media de 1176 m s. n. m. Se encuentra a 3 km al norte de la ciudad de Heredia. 

## Demografía
Para el año 2022, Barva cuenta con una población estimada de 4419 habitantes, y para el último censo efectuado, en 2011, Barva contaba con una población de 4997 habitantes.

## Cultura

### Religión
En el distrito se encuentra la Parroquia San Bartolomé Apóstol. 

## Transporte

### Carreteras
Al distrito lo atraviesan las siguientes rutas nacionales de carretera:
- Ruta nacional 119
- Ruta nacional 126

## Galería

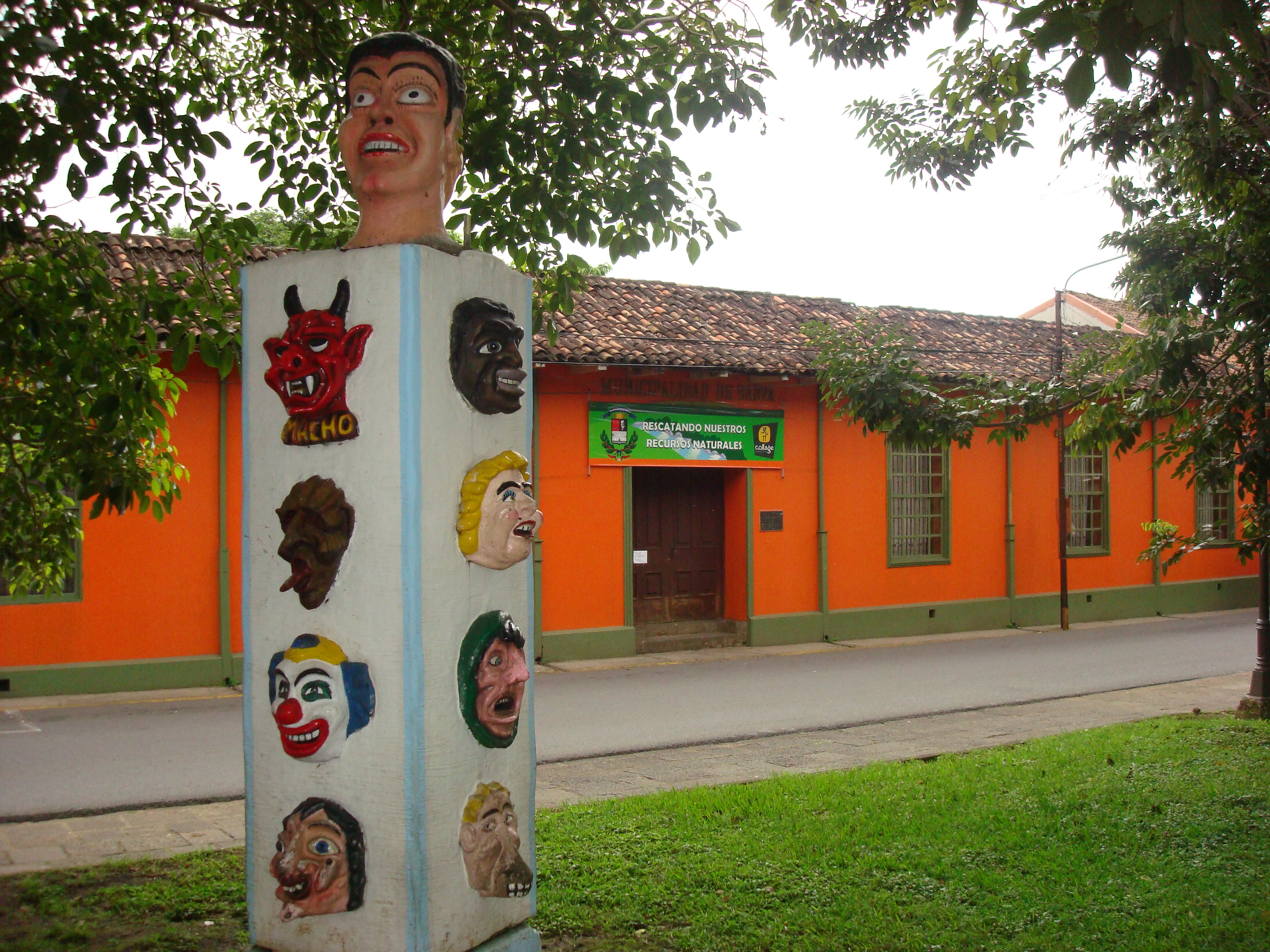
Municipalidad
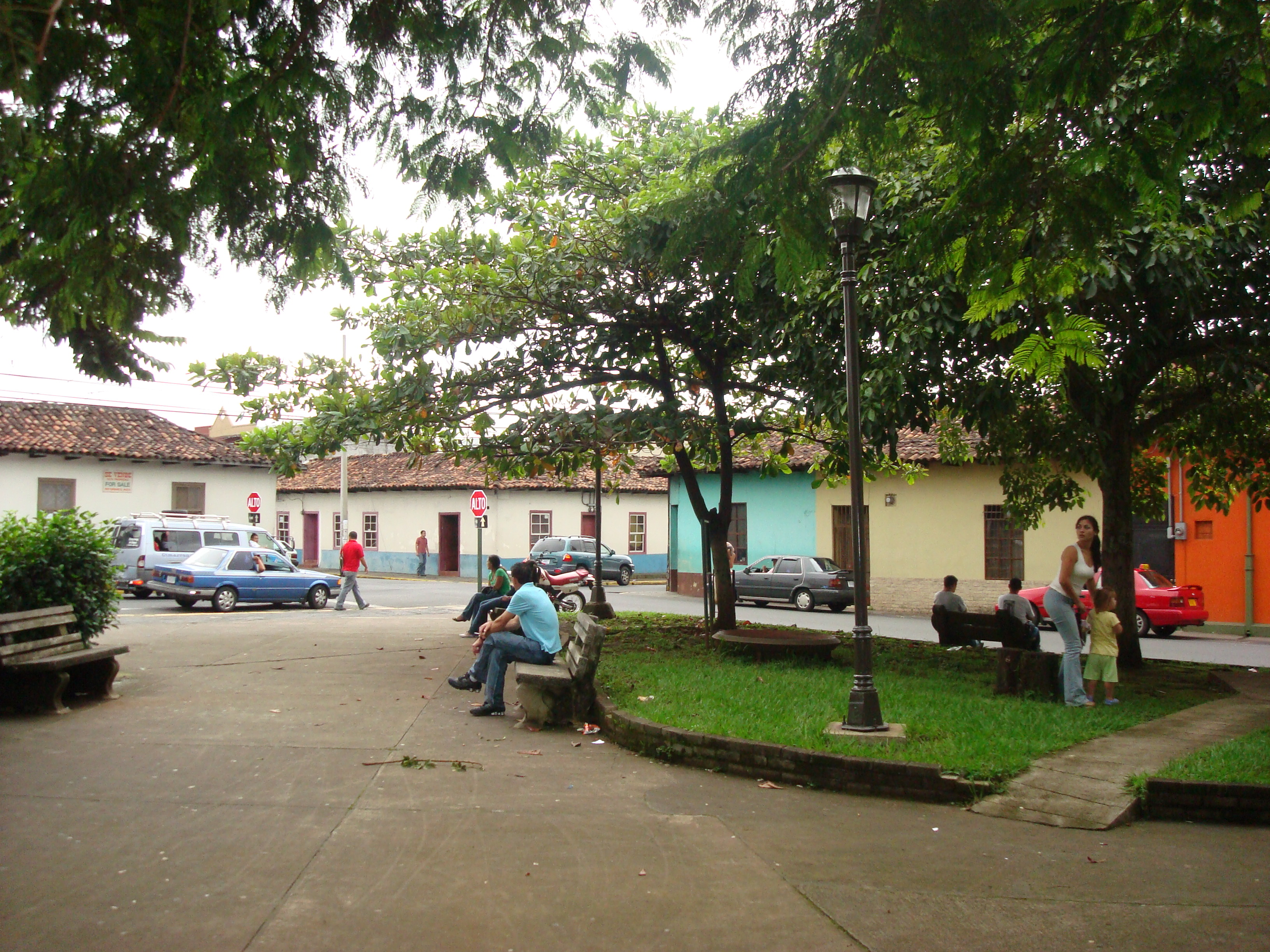
Arquitectura colonial